# Товстецкая, Антонина Сергеевна
Антонина Сергеевна Товстецкая (род. 7 сентября 1992) — российская дзюдоистка, призёр чемпионата России, мастер спорта России. Живёт в Челябинске. Выступает за клуб «Минобрнаука» (Челябинск). Тренируется под руководством Заслуженного тренера России Вячеслава Шишкина.

## Спортивные результаты
- Чемпионат России по дзюдо 2014 года — ;